# Steely Dan
Steely Dan är ett amerikanskt rockband bildat 1971 i Los Angeles, Kalifornien av Donald Fagen (sång/keyboard) och Walter Becker (gitarr/basgitarr). Gruppen har centrerat runt de två, även om Steely Dan fram till mitten av 1970-talet presenterades som en grupp med fler medlemmar.
Efter en framgångsrik karriär med polerad jazzrock och egensinniga låttexter splittrades gruppen 1981. Steely Dan återföddes dock under 1990-talet, först med konsertspelningar och år 2000 även med ett nytt studioalbum. Walter Becker avled hösten 2017.

## Historik

### Bakgrund
Fagen och Becker kom att vara gruppens drivkraft och primära låtskrivare, och de enda konstanta medlemmarna i Steely Dan. De två hade redan tidigare samarbetat som filmmusikskapare. Det finns ett stort antal demoinspelningar med de två, från flera år innan gruppens egentliga bildande.
Från början var det tänkt att Steely Dan skulle fungera som en "vanlig" rockgrupp, men då Fagen och Becker dels var grundare och låtskrivare och dels ganska tillbakadragna personer som avskydde turnéer och medial uppmärksamhet blev situationen med tiden ohållbar. Som perfektionister i studion upptäckte Fagen och Becker att varierande studiomusiker bättre kunde tillgodose deras behov.
Det ursprungliga Steely Dan spelade sin sista konsert i Santa Monica 4/7 1974, då gruppens berusade chaufför Jerome Aniston gav en introduktion som gavs ut som en b-sida på en singel. 

### Karriär och stil
Steely Dans musik är inte rak rockmusik utan drar mer åt jazz, rhythm and blues och latin musik, även om rocken är hörbar som grund. Deras texter är ironiska, och de har ofta sett till att musiken skapar rätt känsla till texten. Steely Dan hade sin glansperiod under 1970-talet. Några av deras mest kända låtar är "Do It Again"(1972), "Rikki Don't Lose That Number"(1974), "Peg", "Josie"(1977), "FM"(1978) och "Hey Nineteen"(1980).
Fagen och Becker jobbade i över ett år med Aja (1977) vilken blev en succé hos både kritiker och publik. 1981 avslutade duon sitt samarbete.

### Återbildande
Steely Dan återbildades för livekonserter under 90-talet, då man bland annat släppte ett livealbum där Georg "Jojje" Wadenius var gitarrist.
2000 kom gruppens första studioalbum på 20 år, Two Against Nature, som blev en stor framgång såväl kommersiellt som hos kritiker. Skivan belönades med fyra Grammys, däribland Album of the Year, och sålde platinum i USA.

## Namn och renommé
Namnet Steely Dan är taget från en dildo i Den nakna lunchen av William S. Burroughs.
Steely Dan invaldes i Rock and Roll Hall of Fame år 2001.

## Diskografi

### Album
- 1972 – Can't Buy a Thrill
- 1973 – Countdown to Ecstasy
- 1974 – Pretzel Logic
- 1975 – Katy Lied
- 1976 – The Royal Scam
- 1977 – Aja
- 1980 – Gaucho
- 2000 – Two Against Nature
- 2003 – Everything Must Go

### Singlar
- Do it Again (1972)
- Rikki Don't Lose That Number (1974)
- Peg (1977)
- Deacon Blues (1977)
- Josie(1977)
- FM (1978)
- Hey Nineteen(1980)

## Donald Fagen Diskografi

### Album
- The Nightfly (1982)

### Singlar
- I.G.Y (1982)